# 웹GPU
웹GPU(WebGPU)는 현대적인 3차원 그래픽스와 연산 능력을 제공할 목적으로 가속화된 그래픽스와 연산을 위한 잠재적인 웹 표준 및 자바스크립트 API의 작업 중인 이름이다. W3C GPU for the Web Community Group이 애플, 모질라, 마이크로소프트, 구글 등의 엔지니어들과 함께 개발하였다.
WebGL과 달리 웹GPU는 기존의 네이티브 APi의 직접적인 이식판은 아니다. 벌컨, 메탈, Direct3D 12가 제공하는 API에 기반을 두며 모바일 및 데스크톱 플랫폼에 고성능을 제공하는 것이 목적이다. 모바일 플랫폼의 경우 (상기 언급된) 현대의 그래픽스 API가 필요한 WebGPUDevice 오브젝트의 생성에 국한된다.
최초의 개념적 프로토타입인 NXT는 2017년 초 크로미엄 팀에 의해 시연되었다.

## 같이 보기
- 크로노스 그룹
- 메탈 (API)
- OpenGL
- 벌컨 (API)
- WebCL
- WebGL